# Gades

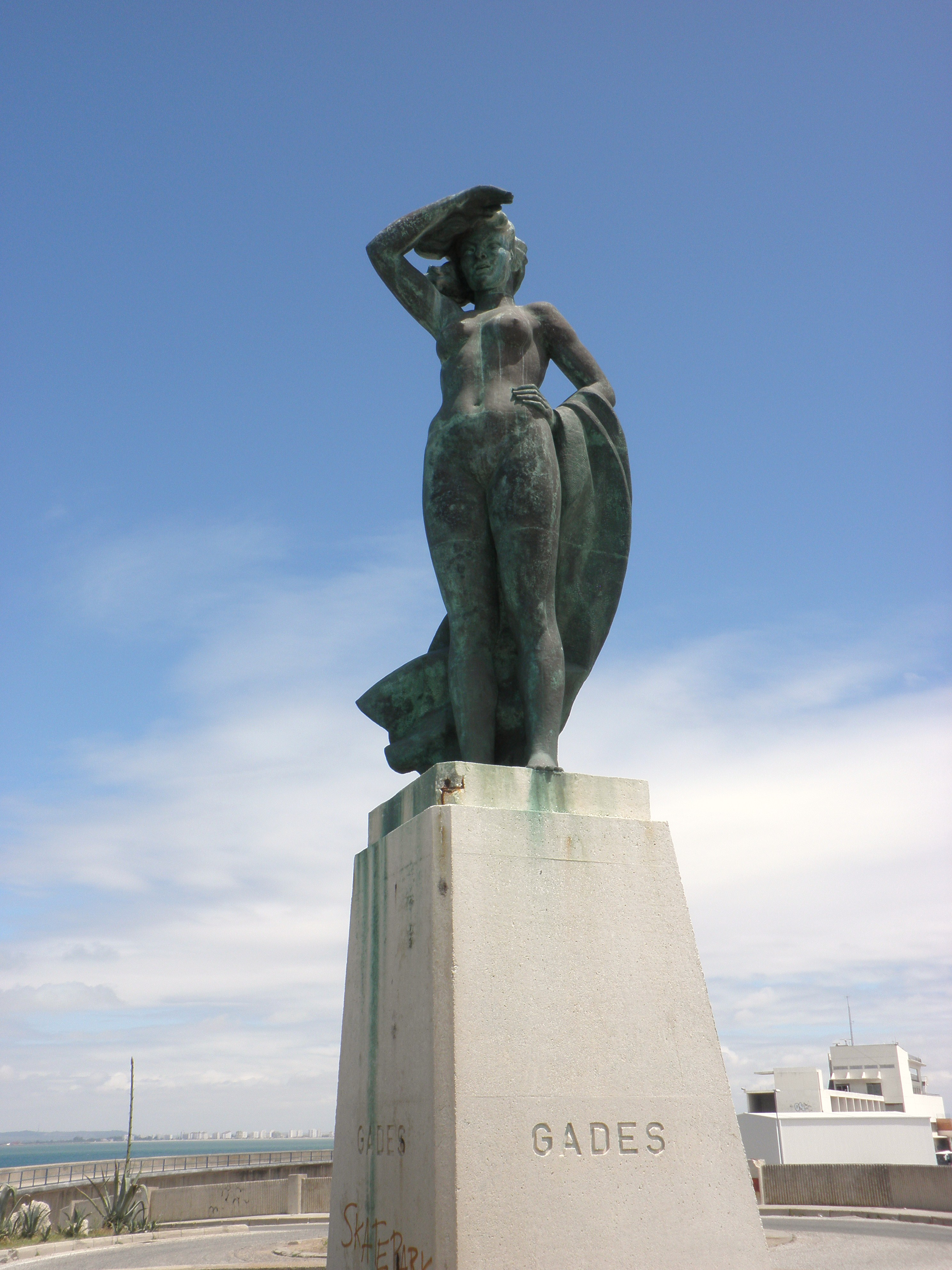
Estatua alegórica de Gades en Punta San Felipe, Cádiz.

Gades es el nombre latino de la actual ciudad de Cádiz. Los griegos la llamaron Διδύμη (Didýme). Considerada siempre como una isla, fue descrita por autores como Pomponio Mela (Chorografía, libro III) o Plinio el Viejo (libro IV de su Naturalis Historia). García y Bellido hace el siguiente comentario: «Gades era en la antigüedad una isla, y aún lo es todavía, aunque no sea perceptible el hecho. Por esto, tanto Plinio como Estrabón y Mela hablan de ella al describir las islas que circundan los continentes». La ciudad contaba con dos centros urbanos, uno en las islas y otro en el continente, ahí el nombre de Διδύμη (en griego antiguo, διδύμη, didýme, significa 'melliza').

## Conquista de Gades
La segunda guerra entre la República cartaginesa y la República romana se inició por la disputa sobre la hegemonía en Sagunto, ciudad costera helenizada y aliada de Roma. Tras muchas luchas entre los romanos y cartaginenses en la península ibérica, solo Gádir con la ayuda de Magón Barca se mantuvo en pie, siendo sitiada por Escipión el Africano; se entregó incondicionalmente a Roma en el año 206 a. C. aunque manteniendo su intensa actividad comercial.

## Auge:Augusta Urbs Gaditana

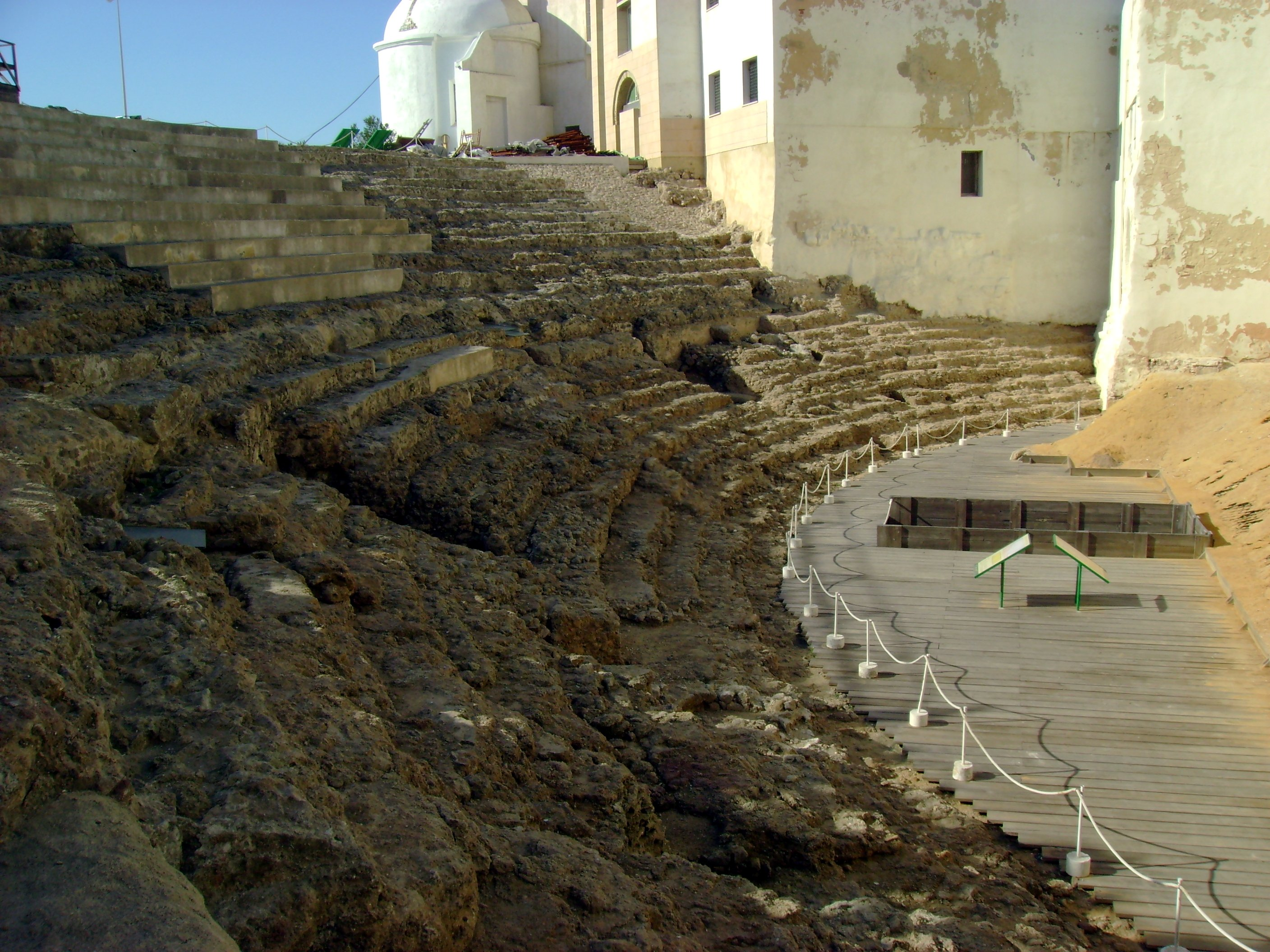
Teatro romano de Cádiz. Con un diámetro de la cávea de 120 metros, solo superado en la Hispania por el de Córdoba.

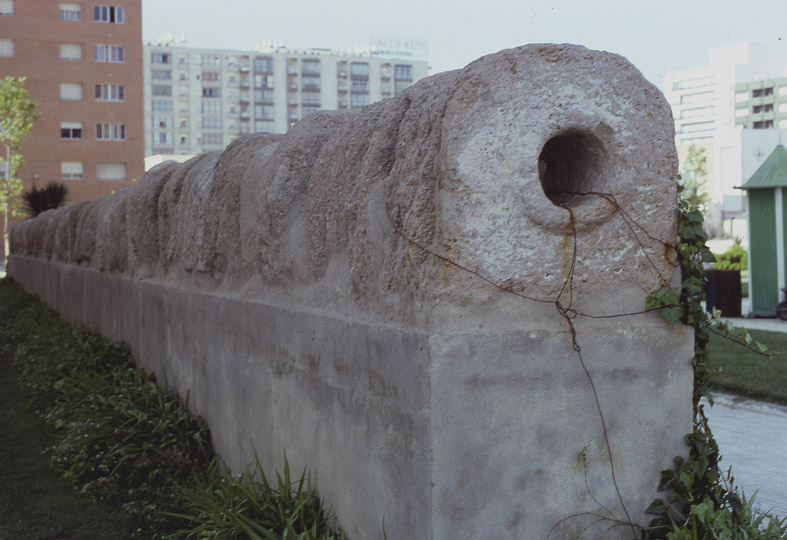
Tramo restaurado del acueducto de Gades, la conducción de agua que traía agua desde el manantial del Tempul, a 80 km.

Adquirió el estatuto de civitas foederata ('ciudad federada' de Roma). Este privilegio le permitió mantener su autonomía política y económica y ello se vio beneficiado en la economía de la ciudad, que aumentó considerablemente, además de estar exenta de pagar impuestos.
La ciudad contaba con su propia moneda para facilitar el comercio. El anverso mostraba a Hércules, su fundador, y el reverso mostraba uno o dos atunes.
Contaba también con un faro escalonado, típicos de las ciudades del Mediterráneo, decorado mediante retícula romboidal. Las representaciones antiguas muestran un faro de doce cuerpos, con escaleras exteriores. Hasta el siglo XII se conservó un faro-torre de tres cuerpos que enaltecía una estatua gigante de Hércules.
Con la conquista romana, se reforzaron las comunicaciones terrestres de Gades con el resto de la península y con Roma, la inicialmente denominada Vía Hercúlea y, más tarde, Vía Augustea. Se construyeron un circo romano, un acueducto, más templos, etc. En esta época se hicieron famosas las exportaciones gaditanas de garum. El otro cambio estructural fue la traída de agua a la ciudad a través de un acueducto desde Tempul; significaba acabar con el sistema de cisternas fenicio y establecía nuevas relaciones con el territorio circundante. Cuando en la decadencia de la Gades romana desaparece ese acueducto, la ciudad volverá al sistema de cisternas y hasta la segunda mitad del siglo XIX no tendrá conducción de agua desde tierra firme.
Se construye la ciudad nueva por iniciativa de Balbo el Menor, entre cuyos restos destaca el teatro.
Esta ciudad nueva representa el auge máximo de la Cádiz romana, pero que seguía siendo la ciudad de los gaditanos, expertos navegantes y constructores de barcos, una ciudad rica a causa del comercio y a la que solo Roma superaba en población. Llegaron a vivir en la ciudad más de quinientos équites, compitiendo con Padua y la misma Roma. Durante el reinado de Augusto, la ciudad se llamó Augusta Urbs Gaditana.
Con la oligarquía encabezada por la familia de los Balbos, familia de larga tradición fenicia, que adopta el partido del César (Julio César extendió a sus habitantes la ciudadanía romana en 49 a. C., según Dion Casio, 41, 24) contra los pompeyanos, vuelve a florecer la ciudad durante los últimos años de la República romana y el principado de Augusto. Aunque Estrabón nos cuenta como César abolió algunas costumbres gaditanas autóctonas por considerarlas bárbaras. En estos y posteriores años se hacen famosas las puellae gaditanae, bailarinas de Gades, como la citada por Marcial, Telethusa.
En De vita Caesarum, Suetonio cuenta como Balbo lleva a César al templo gaditano de Hércules-Hēraklēs-Melkart a rezar ante la divinidad romano-greco-fenicia: 

[...] y al contemplar una estatua de Alejandro Magno se echó a llorar, como avergonzado de su inactividad pues no había hecho todavía nada digno de memoria en una edad en la que ya Alejandro había conquistado el orbe de la tierra.
Suetonio, De vita Caesarum.

 La escena ha sido imaginada al óleo por el decimonónico pintor vejeriego José Morillo.

### La flota gaditana
Según Dion Casio, la ciudad otorgó a César en sus campañas contra los lusitanos naves para transportar a 18 000 hombres. Eso significaría alrededor de noventa naves de transporte pesado, los trirremes.
Hay que añadir los hippoi o hippos. Naves cuyo nombre proviene, por la alusión, a la cabeza de caballo que se mostraba en sus proas. El objetivo de estas pequeñas embarcaciones era la pesca.
Los principales materiales en la construcción de barcos eran la madera de alcornoque, encina y acebuche. Es importante resaltar el hecho que una de las islas que formaban el archipiélago se llamaba Kotinusa, por su abundancia de acebuches (del griego Κοτινοωσα, 'tierra abundante en acebuches', en castellano).

### Conventus Gaditanus

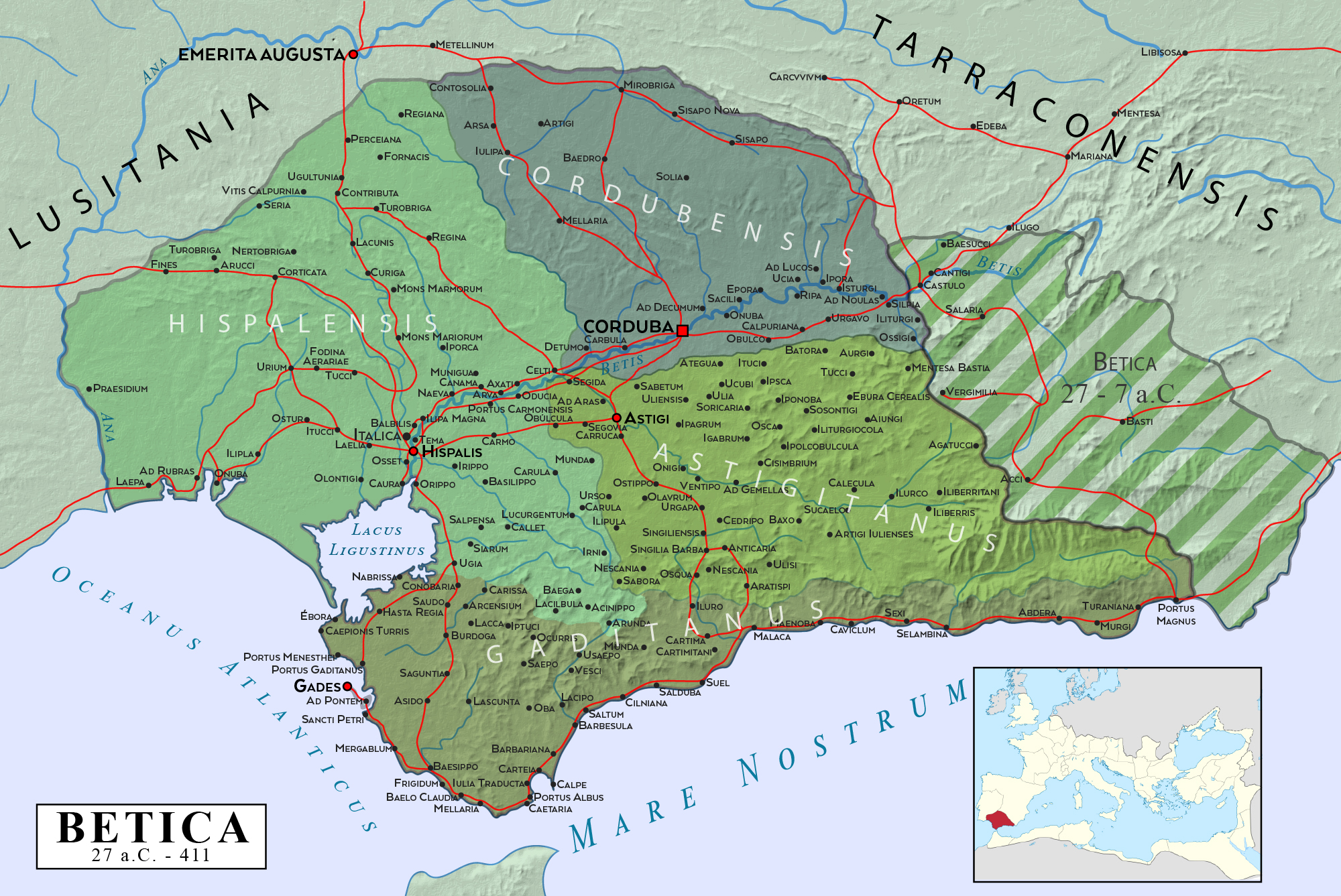
Provincia Bética romana del año 27 a. C. al 411.

La Bética romana era una provincia que se dividía en cuatro circunscripciones para la administración de la justicia, denominadas conventus: el cordubense, el hispalense, el astigitano y el gaditano, cuyas capitales eran las ciudades homónimas. El territorio del conventus Gaditanus abarcaba la mayor parte de las costas de la Bætica, desde la desembocadura del Bætis (Guadalquivir), hasta la zona del Poniente Almeriense.
Dentro del convento las ciudades se ordenaban por categorías jurídicas: municipios, colonias, libres, federadas o estipendiarias, según se recoge en las listas de poblaciones establecidas por Plinio el Viejo. Importantes núcleos de población del convento gaditano fueron Abdera (Adra), Sexi (Almuñécar), Malaca (Málaga), Asta Regia (Mesas de Asta, cerca de Jerez de la Frontera), Nebrissa (Lebrija) o Iptuci (en el término municipal de Prado del Rey).
Gades era el punto final de la Vía Hercúlea, posteriormente Vía Augusta, la más larga e importante de las vías romanas en la península ibérica, que fue remozada, reconstruida y aumentada en tiempos del emperador Augusto.

## Decadencia
Durante las crisis del siglo III del Imperio romano, la misma caída de este y las conquistas visigodas, la ciudad entra en un declive importante; entrando en una época oscura y perdiendo la capitalidad de provincia y su importancia comercial y estratégica. El derrumbamiento de las redes comerciales del Imperio, tan necesarias para Gades como para cualquier ciudad importante, hizo la mayor parte.
El estilo de gran ciudad abierta de la antigüedad dio paso lentamente a una ciudad amurallada más pequeña, de estilo común en la Edad Media. Desesperados por la necesidad económica, muchos de estos antiguos habitantes de Gades, se vieron forzados a renunciar a derechos básicos para recibir protección de los grandes terrateniente y partir a pueblos del interior; por ejemplo a Asido Caesarina Augusta. Sería Asido la que se convertiría en capital de la provincia bizantina, varios siglos después, quizás motivados por la inseguridad que suponía la costa en aquella época. Los primeros se convirtieron en una clase de ciudadanos medio libres llamados coloni.
La ciudad no se recupera hasta el descubrimiento de América, muchos siglos después.

## Restos arqueológicos
- En las obras del AVE, a su paso por Puerto Real, se han encontrado restos de lo que podría haber sido parte de la Vía Augusta, la que unía la antigua Gades con Roma.[4]
- En las obras efectuadas en el antiguo Teatro Cómico se descubrieron niveles califales, imperiales romanos, republicanos, púnicos y fenicios. Los restos más antiguos datan del siglo IX a. C.[5]

Se encontró una factoría de salazón con patio porticado, construcciones civiles con suelo nivelado y mosaicos, así como muros fenicios arcaicos y púnicos de construcciones interiores y exteriores, siendo el lugar de mayor antigüedad localizado en la ciudad.
- También están documentados los restos de la necrópolis de la Punta de la Vaca, en el Museo de Cádiz.
- En la cimentación del antiguo teatro Andalucía (esquina calle Sacramento con calle Barrié) se encuentran restos de una antigua factoría de garum y otros salazones, y visitable en la actualidad.
- En la plaza Asdrúbal se muestra actualmente parte del acueducto romano trabajado en piedra ostionera.
- En el barrio del Pópulo, junto a la Catedral Vieja de Cádiz, se encontró en 1981 el teatro romano de Gadir, sin que se haya excavado en su totalidad.